# Comté d'Évreux
1038–1789
Le comté d'Évreux, est créé à la fin du Xe siècle sous le règne de Richard Ier de Normandie, et est commandé par un comte (comes Ebroicencis). Partie du duché de Normandie, il avait pour capitale la ville d'Évreux et sera rattaché au domaine royal capétien en 1204, puis en sortira pour former un apanage.

## Le premier comté d’Évreux (XIesiècle-1200)
Dans la première moitié du XIe siècle, les ducs de Normandie établissent plusieurs comtés. L'archevêque de Rouen Robert le Danois (mort en 1037), fils de Richard Ier jarl de Normandie, semble être le premier comte d'Évreux bien qu'aucun acte ne lui accorde ce titre. Par contre, son fils Richard apparaît bien avec ce titre dès 1038. En 1118, à la mort de Guillaume, petit-fils de Robert le Danois, le duc de Normandie et roi d'Angleterre Henri Ier Beauclerc s'empare du comté, profitant du fait que le défunt titulaire n'avait pas de fils vivant. Mais Amaury III de Montfort, gendre de Guillaume et seigneur d'Île-de-France, revendique l'héritage et réussit à faire plier le duc-roi en 1119. De nombreuses abbayes sont fondées, en particulier en 1144, l'abbaye de la Noë. La famille de Montfort conserva le comté jusqu'en 1199. Au printemps de cette année le roi Philippe Auguste se lance dans la conquête de la Normandie et reprend rapidement la ville et le comté d'Évreux. Le 22 mai 1200, le traité du Goulet sanctionne la perte définitive du comté par Amaury VI de Montfort.
Sous les ducs de Normandie, l'assise territoriale des comtes d'Évreux est très dispersée. Les principaux domaines se trouvent à Évreux, dans les alentours immédiats de la ville (Gravigny, Arnières-sur-Iton, forêt d'Évreux), dans la plaine du Neubourg et sur le plateau de Madrie. Les possessions des comtes dépassaient toutefois le cadre de l'Évrecin, s'étendant sur la rive droite de la Seine (forêt du Trait et de Gravenchon) et autour des marais de la Dives. Les châtellenies de Pacy, d'Ivry et de Saint-André ne font pas partie du comté. Le pouvoir comtal s'appuyait sur plusieurs châteaux (Évreux, Gacé, Noyon-sur-Andelle, Gaillon, Avrilly, Gravenchon, Maulévrier, Le Trait, Varaville…).

## Un apanage
Entré dans le domaine royal le 22 mai 1200 par le traité du Goulet, le comté est donné en apanage par le roi Philippe IV à son demi-frère Louis en 1298. Il reste dans la main de ces princes capétiens pendant trois générations. Philippe d’Évreux et son fils, Charles le Mauvais, roi de Navarre (1332-1387), tentent d'en faire une principauté capable de rivaliser avec le roi de France. Évreux accueille ainsi une chambre des comptes dès 1329 et un échiquier qui se veut cour souveraine. Après une énième tentative d'alliance avec le roi d'Angleterre, Charles le Mauvais perd définitivement le comté d’Évreux en 1378, conquis par les armées de Charles V le Sage. En 1412, son fils Charles III de Navarre renonce à ses prétentions en Normandie. 
En 1316, et à nouveau en 1427, le comté d'Évreux est érigé en comté-pairie.
En 1651, le comté passe dans la maison de Bouillon. Pour des raisons stratégiques, Frédéric Maurice de la Tour d'Auvergne, duc de Bouillon, dut renoncer à la principauté de Sedan et à ses possessions frontières au profit de Louis XIV, en contrepartie de quoi le roi lui remit le comté d’Évreux ainsi que le duché-pairie d'Albret et le duché-pairie de Château-Thierry.

## Blasonnement
| Blason | Blasonnement : D’azur, semé de fleurs de lis d’or, à la bande componée d’argent et de gueules, brochant sur le tout. Commentaires : Armes de Louis, comte d'Évreux, mort en 1319, et de ses successeurs. Par extension, armes de la ville d'Évreux |